# PSO Tri-Nation Tournament 2002
Das PSO Tri-Nation Tournament 2002 war ein Drei-Nationen-Turnier, das vom 29. August bis zum 7. September 2002 in Kenia im One-Day Cricket ausgetragen wurde. Bei dem zur internationalen Cricket-Saison 2002 gehörenden Turnier nahmen neben dem Gastgeber die Mannschaften aus Australien und Pakistan teil. Das Finale zwischen Australien und Pakistan musste auf Grund von Regenfällen abgebrochen werden, womit sich die beiden Finalisten den Gewinn des Turniers teilten.

## Vorgeschichte
Australien spielte zuvor eine Tour gegen Pakistan, Pakistan ein Drei-Nationen-Turnier in Marokko. Für Kenia war es der erste Wettbewerb der Saison.
Ursprünglich war für Australien und Pakistan eine Test-Serie in Pakistan geplant, doch Australien zog sich aus Sicherheitsgründen von dieser zurück. Daraufhin wurde dieses Turnier als Ersatz ausgetragen.

## Format
In einer Vorrunde spielte jede Mannschaft gegen jede zweimal. Für einen Sieg gab es vier, für ein Unentschieden oder No Result 2 Punkte. Des Weiteren wurden Bonuspunkte vergeben. Die beiden Gruppenersten qualifizierten sich für das Finale und spielten dort um den Turniersieg.

## Stadion
Der folgende Austragungsort wurde am 30. Juli 2002 bekanntgegeben.
| Stadion              | Stadt   | Kapazität | Spiele                |
| -------------------- | ------- | --------- | --------------------- |
| Gymkhana Club Ground | Nairobi | 7.000     | 1. – 6. Spiel; Finale |

## Kaderlisten
Pakistan benannte seinen Kader am 17. August 2002.
| ODI | ODI | ODI |
| Kenia | Australien | Pakistan |
| --- | --- | --- |
| - Steve Tikolo (K) - Joseph Angara - Jimmy Kamande - Hitesh Modi - Collins Obuya - David Obuya (wk) - Thomas Odoyo - Maurice Odumbe - Peter Ongondo - Lameck Onyango - Kennedy Otieno - Brijal Pater - Ravindu Shah - Tony Suji - Martin Suji | - Ricky Ponting (K) - Adam Gilchrist (VK & wk) - Michael Bevan - Andy Bichel - Jason Gillespie - Nathan Hauritz - Matthew Hayden - Brett Lee - Glenn McGrath - Jimmy Maher - Damien Martyn - Andrew Symonds - Shane Warne - Shane Watson | - Waqar Younis (K) - Abdul Razzaq - Azhar Mahmood - Imran Nazir - Inzamam-ul-Haq - Misbah-ul-Haq - Mohammad Sami - Rashid Latif (wk) - Saeed Anwar - Shahid Afridi - Shoaib Akhtar - Shoaib Malik - Wasim Akram - Younis Khan |

## Spiele

### Vorrunde
Tabelle
| Teams      | Sp. | S | N | U | R | NR | BP | Punkte | NRR    |
| ---------- | --- | - | - | - | - | -- | -- | ------ | ------ |
| Australien | 4   | 4 | 0 | 0 | 0 | 0  | 3  | 19     | +2.925 |
| Pakistan   | 4   | 2 | 2 | 0 | 0 | 0  | 2  | 10     | −1.386 |
| Kenia      | 4   | 0 | 4 | 0 | 0 | 0  | 0  | 0      | −1.373 |

Sieg: 4 Punkte; Remis: 2 Punkte
Spiele
| 29. August Scorecard | Nairobi | Kenia 133 (30.3)               | – | Pakistan 134-6 (33.3) |
|                      |         | Pakistan gewinnt mit 4 Wickets |   |                       |

| 30. August Scorecard | Nairobi | Australien 332-5 (50)           | – | Pakistan 108 (36) |
|                      |         | Australien gewinnt mit 224 Runs |   |                   |

| 1. September Scorecard | Nairobi | Kenia 179 (42.3)               | – | Pakistan 181-3 (38.4) |
|                        |         | Pakistan gewinnt mit 7 Wickets |   |                       |

| 2. September Scorecard | Nairobi | Kenia 84 (35.3)                  | – | Australien 85-2 (17) |
|                        |         | Australien gewinnt mit 8 Wickets |   |                      |

| 4. September Scorecard | Nairobi | Pakistan 117 (32.3)              | – | Australien 121-1 (19.1) |
|                        |         | Australien gewinnt mit 9 Wickets |   |                         |

| 5. September Scorecard | Nairobi | Kenia 204-9 (50)                 | – | Australien 205-5 (49.1) |
|                        |         | Australien gewinnt mit 5 Wickets |   |                         |

### Finale
| 7. September Scorecard | Nairobi | Pakistan 227 (50) | – | Australien 67-1 (9.3/42) |
|                        |         | No Result         |   |                          |